# Philip Kunig
Philip Kunig (* 12. Mai 1951 in Osnabrück) ist ein deutscher Rechtswissenschaftler und Professor für Staatsrecht, Verwaltungsrecht und Völkerrecht an der Freien Universität Berlin.

## Leben
Kunig absolvierte 1970 am Ratsgymnasium Osnabrück das Abitur. Er studierte mit einem Stipendium der Studienstiftung des deutschen Volkes an der Universität Hamburg Sinologie und Rechtswissenschaft. 1976 schloss er das Studium mit der ersten juristischen Staatsprüfung ab. Anschließend war Kunig wissenschaftlicher Mitarbeiter bei Ingo von Münch am Institut für Internationale Angelegenheiten der Universität Hamburg. 1980 legte er vor dem Justizprüfungsamt der Länder Hamburg, Bremen und Schleswig-Holstein die Große Staatsprüfung ab und wurde zum Doktor jur. promoviert. 1985 wurde Kunig mit seiner Schrift „Das Rechtsstaatsprinzip. Überlegungen zu seiner Bedeutung für das Staatsrecht der Bundesrepublik Deutschland“ habilitiert und erhielt die Venia legendi für Staatsrecht, Verwaltungsrecht, Völkerrecht und Rechtsvergleichung im Öffentlichen Recht. Er vertrat den Lehrstuhl von Jost Delbrück an der Universität Kiel. 1986 wurde Kunig zum Professor für Öffentliches Recht an der Universität Hamburg ernannt. Er erhielt Rufe der Universität der Bundeswehr und der Universität Heidelberg, wobei er letzteren annahm. 1988 nahm Kunig einen Ruf der Freien Universität Berlin an und wurde Inhaber des Lehrstuhls für Staatsrecht, Verwaltungsrecht und Völkerrecht. Er lehnte Rufe der Universität Heidelberg (Nachfolge Friedrich Müller 1990), der Universität Kiel (Nachfolge Rüdiger Wolfrum 1994) und der Universität Regensburg (Nachfolge Otto Kimminich 1999) ab. 2016 trat er an der Freien Universität Berlin in den Ruhestand. Er ist nun ordentlicher Professor an der Fakultät für Rechtswissenschaft der Türkisch-Deutschen Universität, wo er seit 2013 Öffentliches Recht und Völkerrecht lehrt.
Philip Kunig war von 1992 bis 2000 im Nebenamt Richter an dem Verfassungsgerichtshof des Landes Berlin.
Lehr- und Vortragstätigkeiten und Gastprofessuren führten ihn u. a. nach Tokyo, Peking, Shanghai, Seoul, Hanoi, Bangkok, Istanbul und Ankara.
2012 verlieh ihm die Nationale und Kapodistrias-Universität Athen ein Ehrendoktorat, am 4. Juni 2013 die Universität Istanbul.

## Forschungsschwerpunkte und weitere Funktionen
Die Forschungsschwerpunkte von Kunig sind Verfassungsrecht, Völkerrecht, Teilgebiete des Verwaltungsrechts sowie nationales und internationales Umweltrecht, wobei sein besonderes Interesse dem asiatischen Rechts- und Kulturraum gilt. Er ist Autor zahlreicher Bücher und Herausgeber eines Grundgesetz-Kommentars. Er ist Vizepräsident des Konsortiums zum Aufbau der Deutsch-Türkischen Universität und seit 2012 Vorstandsvorsitzender der Deutsch-Türkischen Juristenvereinigung e. V. Kunig war ab 2010 Direktor des Center for International Cooperation der Freien Universität Berlin.

## Publikationen (Auswahl)
- Das völkerrechtliche Nichteinmischungsprinzip: Zur Praxis der Organisation der afrikanischen Einheit (OAU) und des afrikanischen Staatenverkehrs, 1981 (Dissertation, Universität Hamburg, 1980)
- Das Rechtsstaatsprinzip: Überlegungen zu seiner Bedeutung für das Verfassungsrecht der Bundesrepublik Deutschland, 1986 (Habilitationsschrift, Universität Hamburg, 1985)
- v. Münch/Kunig (Hrsg.), Grundgesetz-Kommentar, 2 Bände, 6. Auflage 2012.
- Völkerrecht und staatliches Recht, in: Graf Vitzthum (Hrsg.), Völkerrecht, 5. Auflage 2010.
- Kunig/Uerpmann-Wittzack, Übungen im Völkerrecht, 2. Auflage 2006.
- Kunig/Paetow/Versteyl, Kreislaufwirtschafts- und Abfallgesetz. Kommentar, 2. Aufl. 2003
- Das Recht des öffentlichen Dienstes, in: Schmidt-Aßmann/Schoch (Hrsg.), Besonderes Verwaltungsrecht, 14. Aufl. 2008.
- Jänicke/Kunig/Stitzel, Umweltpolitik, 2. Aufl. 2003.
- Battis/Kunig/Pernice/Randelzhofer (Hrsg.), Das Grundgesetz im Prozeß europäischer und globaler Verfassungsentwicklung. Internationales Symposium zum 50-jährigen Bestehen des Grundgesetzes, 2000.
- Verfassungsrecht und einfaches Recht – Verfassungsgerichtsbarkeit und Fachgerichtsbarkeit, VVDStRL 61 (2002), 34 ff.
- Das Völkerrecht als Recht der Weltbevölkerung, Archiv des Völkerrechts 41 (2003), 327 ff., doi:10.1628/0003892034443712

Kunig ist Mitherausgeber der Zeitschriften Archiv des Völkerrechts, Verfassung und Recht in Übersee, Natur und Recht, Deutsches Verwaltungsblatt sowie der Schriftenreihen Völkerrecht und Außenpolitik sowie Neue Schriften zum Staatsrecht. Er war Mitherausgeber der Zeitschrift JURA.